# Chaim Walder

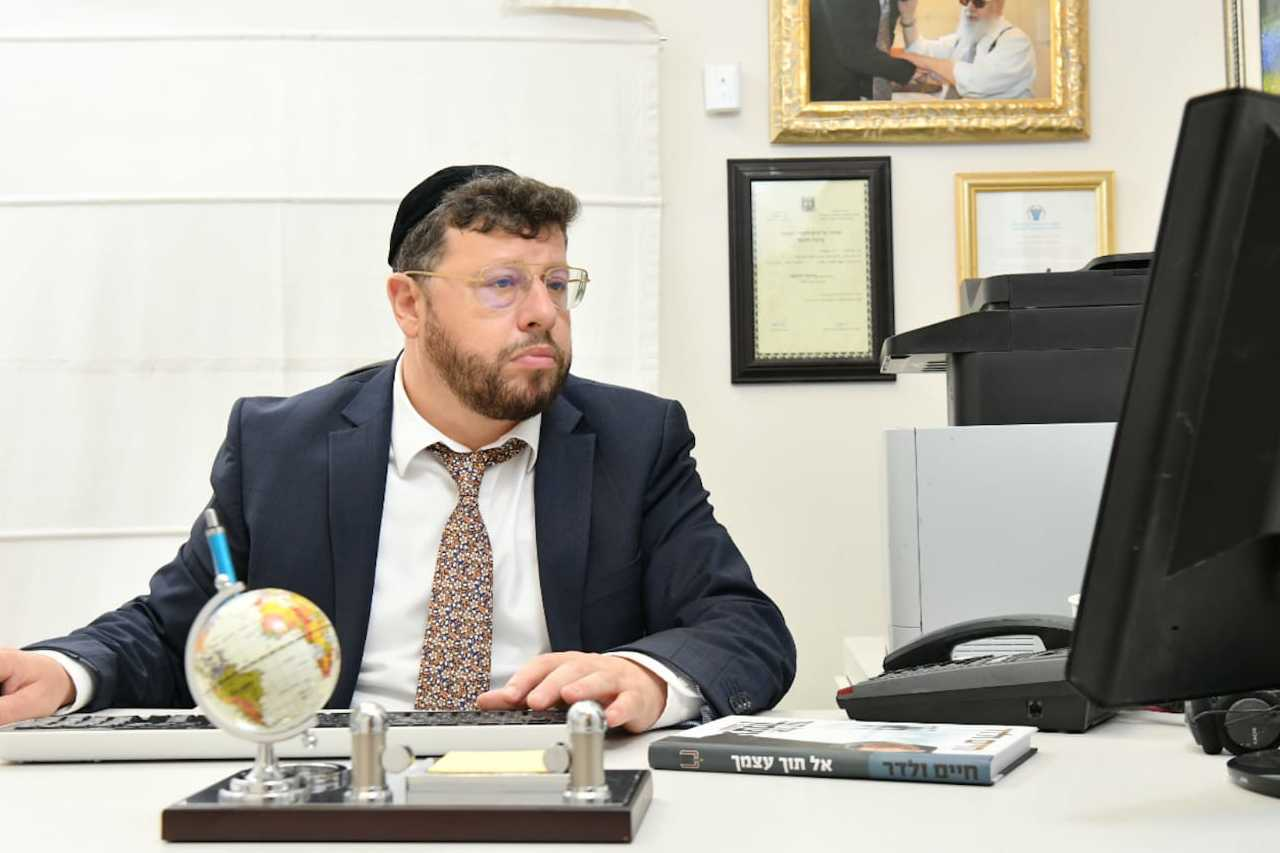
Chaim Walder

Chaim Eliezer Walder (hebräisch חיים אליעזר ולדר; * 15. November 1968 in Haifa; † 27. Dezember 2021 in Petah Tikva) war ein israelischer ultraorthodoxer (haredi) Autor, Pädagoge und Sozialberater, bekannt vor allem für seine Kinder- und Jugendliteratur sowie seine Arbeit mit traumatisierten Kindern und Familien in der ultraorthodoxen Gemeinschaft.

## Leben und Werk
Walder wurde 1968 in Haifa geboren. 1993 veröffentlichte er sein erstes Buch Yeladim Mesaprim al Atzmam („Kinder erzählen von sich selbst“). Seine Veröffentlichungen basierten oft auf echten Briefen und Geschichten von Kindern, die er als pädagogischer Berater betreute. Neben seiner schriftstellerischen Tätigkeit war Walder Kolumnist für die ultraorthodoxe Zeitung Yated Ne'eman, Radiomoderator und Leiter des „Zentrums für Kind und Familie“ in Bnei Brak, das sich um Kinder mit Traumata und Missbrauchserfahrungen kümmerte. Für sein Engagement erhielt er 2003 den israelischen „Magen LeYeled“-Preis für Kinderrechte.

## Missbrauchsvorwürfe und Tod
Im November 2021 veröffentlichte die israelische Zeitung Haaretz eine investigative Recherche, in der mehrere Frauen, darunter auch Minderjährige, Walder des sexuellen Missbrauchs beschuldigten. Insgesamt meldeten sich 22 Frauen mit Vorwürfen, die sich über einen Zeitraum von 25 Jahren erstreckten. Ein rabbinisches Gericht in Safed kam zu dem Schluss, dass Walder diese Übergriffe begangen hatte.
Walder bestritt die Vorwürfe, zog sich jedoch aus der Öffentlichkeit zurück. Am 27. Dezember 2021 beging er Suizid auf einem Friedhof in Petah Tikva in der Nähe des Grabes seines ein paar Jahren zuvor verstorbenen Sohnes.

## Reaktionen und gesellschaftliche Bedeutung
Der Fall Walder löste eine tiefe Spaltung in der ultraorthodoxen Gemeinschaft aus und wurde als deren „#MeToo-Moment“ bezeichnet. Während viele ultraorthodoxe Medien die Vorwürfe und seinen Tod zunächst verschwiegen, führte der Fall zu einer breiten öffentlichen Debatte über den Umgang mit sexuellem Missbrauch in religiösen Gemeinschaften Israels.